# Two Soldiers
Two Soldiers è un cortometraggio statunitense del 2003 diretto da Aaron Schneider.
Il cortometraggio è basato su un racconto di William Faulkner del 1942.
Ha vinto l'Oscar al miglior cortometraggio ai Premi Oscar 2004.

## Trama
Nel 1941, poco prima dell'attacco a Pearl Harbor, in Mississippi vivono i due fratelli Pete, di circa 19 anni, e Willie, di quasi dieci anni più giovane. Il legame tra i due fratelli è molto forte così quando Pete, dopo la notizia dell'attacco giapponese, decide di arruolarsi Willie vorrebbe andare con lui, ma gli viene detto che non potrà farlo. Però, partito Pete, Willie scappa da casa e cammina per 50 km fino a raggiungere la città più vicina. Qui viene prima fermato dallo sceriffo che poi però lo aiuta a raggiungere suo fratello mettendolo su un autobus per Memphis, dove si trova Pete. Giunto all'ufficio di reclutamento, Willie dimostrerà tutta la sua determinazione per vedere suo fratello Pete. Alla fine sarà il simpatico colonnello McKellog a prendersi cura di Willie.

## Riconoscimenti
- 2004 - Premio Oscar
  - Miglior cortometraggio[2]